# 三上藩
三上藩（日语：／ Mikami-han */?）是日本近江國野洲郡三上的藩，元祿11年3月7日（1698年4月17日）創藩，明治3年4月14日（1870年5月14日）轉移至和泉國日根郡吉見而改名為吉見藩（日语：／ Yoshimi-han */?），明治4年7月14日（1871年8月29日）廢藩，石高在高峰期達12,000石，藩廳先後是三上陣屋和吉見陣屋。武家屋敷方面，江戶藩邸上屋敷先後設於元誓願寺前、一橋外、神田橋外、大名小路、辰之口和芝將監橋，下屋敷先後設於筋違橋外、本所猿江、牛込若宮町和神田橋外。

## 歷史
元祿5年3月30日（1692年5月15日），美濃郡上藩藩主遠藤常久死去，年僅7歲，由於沒有繼嗣而被改易。其後，江戶幕府將軍德川綱吉側室瑞春院的姨甥作為美濃大垣藩藩主戶田氏成養子而繼承遠藤家，即遠藤胤親。同年5月9日（6月23日），胤親獲賜常陸國真壁郡、那珂郡、下野國芳賀郡和都賀郡內10,000石。
元祿11年3月7日（1698年4月17日），胤親的領地轉移至近江國野洲郡、栗太郡、甲賀郡和滋賀郡，陣屋設於野洲郡三上，三上藩正式成立。享保18年9月25日（1733年11月1日），胤親之子遠藤胤將繼位。明和8年6月4日（1771年7月15日），胤將之弟遠藤胤忠繼位。寬政2年2月20日（1790年4月4日），三河吉田藩藩主松平信復五子作為胤忠養子而繼位，即遠藤胤富。文化8年6月23日（1811年8月11日），美濃大垣藩藩主戶田氏教三子作為胤富養子而繼位，即遠藤胤統。天保3年5月2日（1832年5月31日），美濃高須藩松平義和三子成為胤統養子，即遠藤胤昌。
天保4年（1833年）9月，領地近江國野洲郡2村和滋賀郡10村替地至和泉國日根郡和近江國甲賀郡內。天保13年10月16日（1842年11月18日），三上藩爆發名為三上騷動的一揆。嘉永5年5月2日（1852年6月19日），江戶城西之丸焚毀。同年8月7日（9月20日），胤統奉命重建西之丸，並且相應地在同年12月25日（1853年2月3日）獲加增遠江國山名郡內2,000石。嘉永7年11月24日（1855年1月12日），胤統奉命興建內海台場。安政3年6月27日（1856年7月28日），養子胤昌死去。同年10月19日（11月16日），胤統三子遠藤胤城成為胤統名義上的嫡孫。
萬延元年4月15日（1860年6月4日），胤統獲列為城主格。同年12月15日（1861年1月25日），領地和泉國日根郡、近江國甲賀郡、野洲郡、栗太郡和遠江國山名郡內的18村5,000石的貧瘠土地獲替地至和泉國和泉郡、安房國安房郡和平郡內7,000石，同時在和泉國內獲賜陣屋用地。文久3年10月7日（1863年11月17日），胤城繼位。元治元年8月14日和慶應2年6月18日（1864年9月14日和1866年7月29日），長州征討先後爆發，三上藩均有派兵參戰。慶應4年（1868年）正月，三上藩的陣屋和領地一度被東山道鎮撫總督岩倉具定收回，同年5月29日（7月18日）獲交還。明治元年10月10日（1868年11月23日），安房國的領地約5,120石替地至上總國望陀郡內約5,204石。明治3年4月14日（1870年5月14日），陣屋轉移至和泉國日根郡吉見而創立吉見藩。明治4年7月14日（1871年8月29日），廢藩置縣。

## 歷任藩主
| 家名   | 家格                   | 名稱     | 石高               | 領地 |
| ------ | ---------------------- | -------- | ------------------ | --- |
| 遠藤家 | 譜代 陣屋              | 遠藤胤親 | 10,000石           | 近江國野洲郡、栗太郡、甲賀郡和滋賀郡 |
| 遠藤家 | 譜代 陣屋              | 遠藤胤將 | 10,000石           | 近江國野洲郡、栗太郡、甲賀郡和滋賀郡 |
| 遠藤家 | 譜代 陣屋              | 遠藤胤忠 | 10,000石           | 近江國野洲郡、栗太郡、甲賀郡和滋賀郡 |
| 遠藤家 | 譜代 陣屋              | 遠藤胤富 | 10,000石           | 近江國野洲郡、栗太郡、甲賀郡和滋賀郡 |
| 遠藤家 | 譜代 陣屋↓ 譜代 城主格 | 遠藤胤統 | 10,000石↓ 12,000石 | 近江國野洲郡、栗太郡、甲賀郡和滋賀郡↓ 近江國野洲郡、栗太郡和甲賀郡 和泉國日根郡↓ 近江國野洲郡、栗太郡和甲賀郡 和泉國日根郡 遠江國山名郡↓ 近江國野洲郡、栗太郡和甲賀郡 和泉國日根郡和和泉郡 安房國安房郡和平郡 |
| 遠藤家 | 譜代 陣屋              | 遠藤胤城 | 12,000石           | 近江國野洲郡、栗太郡和甲賀郡 和泉國日根郡和和泉郡 安房國安房郡和平郡↓ 近江國野洲郡、栗太郡和甲賀郡 和泉國日根郡和和泉郡 上總國望陀郡                                                                          |

## 領地
| 令制國 | 郡             | 領地                                                                                         |
| ------ | -------------- | -------------------------------------------------------------------------------------------- |
| 近江國 | 滋賀郡（10村） | 今堅田村、濱村、小野村、今宿村、同村新開、中村、高城村、南船路村、荒川村、南小松村、北小松村 |
| 近江國 | 野洲郡（8村）  | 八夫村、安治村、小田村、江頭村、北村、上永原村、三上村、同村巳新開、同村戌新開、岡村         |
| 近江國 | 栗太郡（5村）  | 東目川村、酉改出作田、西目川村、阿村、手原村、野尻村                                         |
| 近江國 | 甲賀郡（4村）  | 植村、朝國村、大野村、小川出村                                                               |

| 令制國 | 郡     | 領地 |
| ------ | ------ | --- |
| 安房國 | 平郡   | 正木、龜原（亀ヶ原）、下堀、上堀、大津                                                                           |
| 安房國 | 安房郡 | 北條、北條村之中安布里出作、北條村之中新宿、北條村之中大網出作、北條村之中上野原、高井、古川新田、八幡、湊 |
| 上總國 | 望陀郡 | 谷中、中島、瓜倉、神代、上望陀、下望陀、神納、三股新田、牛込、奈良輪、中野、三黑                           |
| 和泉國 | 和泉郡 | 父鬼村、若樫村、南面利村、善正村、大野村、佛並村、坪井村、大澤村                                           |
| 和泉國 | 日根郡 | 吉見村、黑田村、新村、波有手村                                                                             |
| 近江國 | 栗太郡 | 西目川村、東目川村、手原村                                                                                 |
| 近江國 | 野洲郡 | 三上村、北村                                                                                               |
| 近江國 | 甲賀郡 | 朝國村、植村、下磯尾村                                                                                     |

## 註解
1. ↑  三上現為滋賀縣野洲市三上（日语：三上村 (滋賀県)）、大畑、行畑2丁目和近江富士一帶[1]。
2. ↑  吉見現為大阪府泉南郡田尻町吉見（日语：吉見 (田尻町)）、嘉祥寺（日语：嘉祥寺 (田尻町)）和泉佐野市南中樫井（日语：南中通村）一帶[2]。
3. ↑  現行對應地名如下[6][5]：
  - 元誓願寺前現為東京都千代田區神田須田町1丁目16中央通與中央線之間的道路。
  - 神田橋外上屋敷現為千代田區丸之內2丁目6−1[7]。
  - 大名小路現為東京都港區新橋1丁目1、2、2丁目至5丁目、6丁目18和19。
  - 芝將監橋（新堀町）現為港區芝2丁目3西部、4至14、16至18、22西部、15北部和3丁目5至6。
  - 辰之口上屋敷現為千代田區丸之內1-1-1東京皇宮飯店[8]。
  - 本所猿江現為東京都江東區猿江和住吉一帶。
  - 牛込若宮下屋敷現為東京都新宿區若宮町[8]。
4. ↑  根據《東氏之系圖》記載尚有河內郡[3]。

## 外部連結
- . kotobank （日语）.